# Dicranomyia (Euglochina) fuscibasis
Dicranomyia (Euglochina) fuscibasis is een tweevleugelige uit de familie steltmuggen (Limoniidae). De soort komt voor in het Oriëntaals gebied.